# کوری (بدخشان)
کوری (به لاتین: Kowri) یک منطقهٔ مسکونی در افغانستان است که در ولسوالی تگاب واقع شده‌است.